# OV Девы
OV Девы (лат. OV Virginis), HD 129231 — тройная звезда в созвездии Девы на расстоянии приблизительно 602 световых лет (около 185 парсек) от Солнца.
Открыта Элоем Родригесом и др. в 1999 году**.

## Характеристики
Первый компонент (HD 129231A) — белая пульсирующая переменная звезда типа Дельты Щита (DSCTC:) спектрального класса A2IV, или A2. Визуальная звёздная величина звезды — от +7,86m до +7,83m. Масса — около 2,2 солнечной, радиус — около 1,985 солнечного, светимость — около 23,37 солнечной. Эффективная температура — около 9209 K.
Второй компонент — красный карлик спектрального класса M. Масса — около 277,72 юпитерианской (0,2651 солнечной). Удалён в среднем на 1,945 а.е..
Третий компонент (HD 129231B). Визуальная звёздная величина звезды — +13m. Удалён на 2,1 угловой секунды.